# L'Avenir (France)
Pour les articles homonymes, voir L'Avenir.
L'Avenir est un journal quotidien français publié à partir du 16 octobre 1830. Il s'agit d'un journal d'opinion, sous titré : journal politique, scientifique et littéraire, avec pour épigraphe « Dieu et la liberté ». Ce journal défend les idéaux du catholicisme libéral. Les écrits du journal ont été condamnés par l'encyclique Mirari Vos. La publication est suspendue par les auteurs le 15 novembre 1831. Le journal cesse définitivement de paraître, après cette date.

## La création du journal
L'Avenir nait dans un contexte révolutionnaire très anticlérical, celui des Trois Glorieuses auxquelles succéde un régime bourgeois, la monarchie de Juillet. Ce contexte voit le peuple et la bourgeoisie s'opposer aux symboles monarchiques de la Restauration rappelant l'Ancien Régime, ainsi qu'à une Église catholique romaine de France légitimiste, gallicane et réactionnaire, majoritairement attachée à l'union du trône et de l'autel. 
Les rédacteurs de l'Avenir, à travers la devise qu'ils adoptent, « Dieu et la liberté ! », veulent réconcilier les aspirations libérales et démocratiques du peuple et de la bourgeoisie avec un catholicisme romantique et ultramontain : prônant la séparation de l'Église et de l'État, ils célébrent avec exaltation la souveraineté du pape en matière religieuse, celle du peuple en matière civile.
Un prospectus est publié le 14 août 1830 pour annoncer la création du journal, qui a comme objectif premier, de prolonger et élargir l'action du Mémorial catholique. Ce prospectus est rédigé par Philippe Gerbet, qui est à l'initiative du projet.

### Un contexte révolutionnaire anticlérical
En butte à l'opposition des parlementaires libéraux, s'exprimant dans le journal le National, le roi de France Charles X signe quatre ordonnances, dissolvant la Chambre des députés, convoquant de nouvelles élections, restreignant le droit de vote et supprimant la liberté de la presse en imposant l'autorisation préalable à la parution des journaux. Ces ordonnances déclenchèrent à la fois la fronde des parlementaires libéraux, s'exprimant par la voix d' Adolphe Thiers et la révolte du peuple parisien. Après trois journées de combats et la fuite de Charles X, les libéraux imposèrent aux républicains, mal organisés, l'accession au trône du duc d'Orléans, Louis-Philippe Ier.
Très rapidement, dans un climat de grande liberté, les journaux, clubs et sociétés populaires prospérèrent. La presse libérale et les associations populaires renforcèrent alors par la surenchère un climat anticlérical violent, dénonçant le « complot » catholique, ainsi que des supposées manœuvres souterraines de la « Congrégation ». À Paris, la cathédrale Notre-Dame, ainsi que l'archevêché furent saccagés ; l'archevêque de Paris, Mgr de Quélen, se réfugia dans un couvent. Les prêtres renoncèrent à porter la soutane. Face à cette vague anticléricale, le nouveau gouvernement de Louis-Philippe garda une attitude indifférente, voire hostile au clergé. En 1831 encore, le roi et son ministre, Casimir Perier, ne firent rien pour calmer les violences et les catholiques eux-mêmes, souvent compromis dans le soutien au régime renversé, ne sachant quelle attitude tenir, restaient discrets.

### Débuts del'Avenir
Dans ce contexte, dès l'été 1830, persuadé de la nécessité pour les catholiques français de faire entendre une voix autre que celle condamnée par la vindicte populaire, Félicité de La Mennais, alors supérieur général de la congrégation de Saint-Pierre, décida de lancer un nouveau quotidien, à la fois catholique et libéral. La société du journal, fondée le 8 septembre 1830, rassemblait notamment La Mennais, l'abbé Gerbet, Charles de Coux et M. Harel du Tancrel. Ce fut principalement l'abbé Gerbet qui se chargea de l'organisation matérielle : il recruta les premiers collaborateurs, installa l'Avenir en ses locaux, rue Jacob, dans le centre de Paris et diffusa en septembre 1830 le prospectus du journal. Le premier numéro du quotidien parut le 16 octobre 1830. Son siège était situé au no 20, rue Jacob, à Paris.
Le journal lui-même était assez court, comme les autres journaux de l'époque ; il s'agissait simplement de deux feuilles pliées. Dans chaque numéro, un article principal développait un point particulier (liberté d'enseignement, séparation de l'Église et de l'État, soutien aux catholiques de Pologne ou d'Irlande, etc.) Cependant la plupart des articles ou variétés étaient des réactions ponctuelles sur des faits divers concernant l'Église, en France ou à l'étranger, recueillis dans la presse française et étrangère. Les journalistes, rédacteurs parisiens et correspondants en province, travaillaient presque gratuitement pour l'Avenir, seule condition à sa survie financière. Le tirage du quotidien était en effet modeste, environ 1 500 exemplaires. Malgré cette diffusion restreinte, ce journal sut fédérer l'enthousiasme d'une partie de la jeune génération romantique, en France et à l'étranger, au-delà du clergé, qui était son principal destinataire.

## Le comité de rédaction

### Contexte:L'Aveniret la génération de 1830
Le comité de rédaction, en plus des actionnaires à l'initiative financière du journal, est composé de Félicité de Lamennais, Olympe-Philippe Gerbet, Charles de Coux, Auguste Harel du Tancrel, Victor-Amédée Waille et Adolphe Bartels.
Les premiers rédacteurs de l'Avenir étaient trois prêtres, Félicité de La Mennais, Philippe Gerbet et Henri Lacordaire. D'autres collaborateurs importants, en particulier le jeune vicomte Charles de Montalembert, fils d'un pair de France, l'abbé Rohrbacher, spécialiste de l'histoire de l'Église, ou l'économiste Charles de Coux se joignirent à eux . D'autres rédacteurs intervinrent de manière plus ponctuelle, comme Alfred de Vigny. Sous l'influence de leur maître à penser, La Mennais, ces jeunes hommes de la génération de 1830 étaient marqués par l'héritage révolutionnaire, par le romantisme de Chateaubriand et déçus par la société française, mesquine, aristocratique et bourgeoise, de la Restauration et de la monarchie de Juillet.
L'une des forces de l'Avenir et de son rédacteur en chef, La Mennais qui possédait un charisme exceptionnel et fédérait un grand nombre d'intellectuels à la communauté de la Chênaie aussi bien qu'à Paris, fut de rassembler autour du journal et des idées qu'il défendait une grande partie de la génération romantique. En effet, l'Avenir souleva l'enthousiasme de nombreux auteurs : Chateaubriand encouragea les rédacteurs, de même que Jules Michelet. Alphonse de Lamartine contribua même en envoyant quelques vers destinés à être publiés dans le journal. Honoré de Balzac insista pour que le journal rende compte de la Peau de chagrin, tandis que Victor Hugo assista au banquet des rédacteurs du journal, le 3 janvier 1831 et félicita chaleureusement Montalembert de sa recension de son roman, Notre-Dame de Paris (L'Avenir, 13 février 1831). Enfin, Alfred de Vigny, séduit personnellement par La Mennais, collabora à plusieurs reprises, par des articles de critique intitulés Lettres parisiennes.

### La Mennais

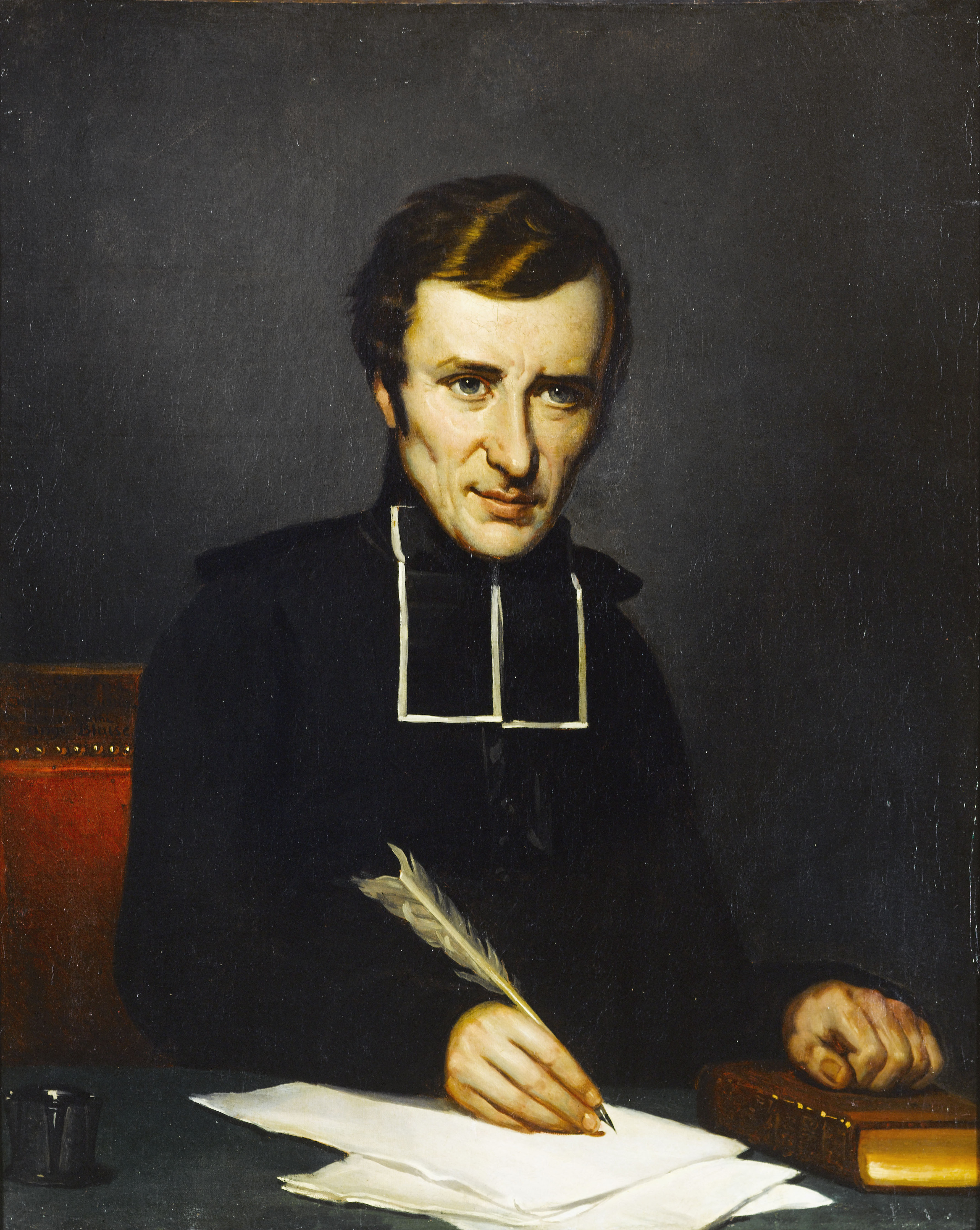
Félicité de La Mennais, par L. D. Lancôme.

L'initiateur de l'aventure est l'abbé Félicité de La Mennais, ordonné prêtre en 1816. Dans son Essai sur l'indifférence en matière de religion, écrit de 1817 à 1823, énorme succès de librairie à l'influence considérable, il développe, à l'instar de Chateaubriand dans son Génie du christianisme, des théories favorables à l'absolutisme monarchique[réf. souhaitée], celui du roi de France en matière civile[réf. souhaitée], celui du pape en matière religieuse (ultramontanisme). En défendant ses thèses ultramontaines, La Mennais se heurte au pouvoir royal de la Restauration, marqué par le gallicanisme traditionnel, attaché à l'union du trône et de l'autel et par là même opposé à la souveraineté absolue du pape en matière religieuse. La Mennais se retourne donc peu à peu contre l'absolutisme monarchique gallican et adopte des thèses libérales et sociales de plus en plus avancées. À la suite de la révolution de 1830, la création de l'Avenir, journal libéral, favorable à la réconciliation de l'Église et de la démocratie s'explique par cette évolution intellectuelle.
À cette époque, La Mennais est un personnage connu dans le monde littéraire et religieux ; il est supérieur général de la congrégation de Saint-Pierre. Son intelligence et sa sincérité, ainsi qu'un charisme réel, vont de pair avec un caractère ardent (très impérieux et intransigeant)[réf. souhaitée] et un réel talent d'écrivain. Sa personnalité magnétique et son magistral Essai sur l'indifférence, qui provoque de nombreuses conversions et vocations, groupent autour de lui un cercle de disciples, prêtres et laïcs, qui se retrouvent dans la propriété de La Mennais en Bretagne, La Chênaie, près de Dinan. Les premiers collaborateurs du journal, Philippe Gerbet et Henri Lacordaire, sont issus de ce groupe.
La Mennais, officiellement rédacteur en chef de l'Avenir, prend une part mineure dans l'animation quotidienne du journal. Retiré au collège de Juilly, dirigé par les abbés Antoine de Salinis et Casimir de Scorbiac, pendant que Lacordaire et Montalembert demeurent à Paris, il donne cependant régulièrement ses instructions à ses collaborateurs[réf. souhaitée] et écrit des articles fondamentaux, dans lesquels il expose les principaux points de sa pensée. Dans ces articles perce sa conception quasi mystique du rôle de l'Église dans l'avènement d'une société nouvelle, plus démocratique et fraternelle.

### Lacordaire

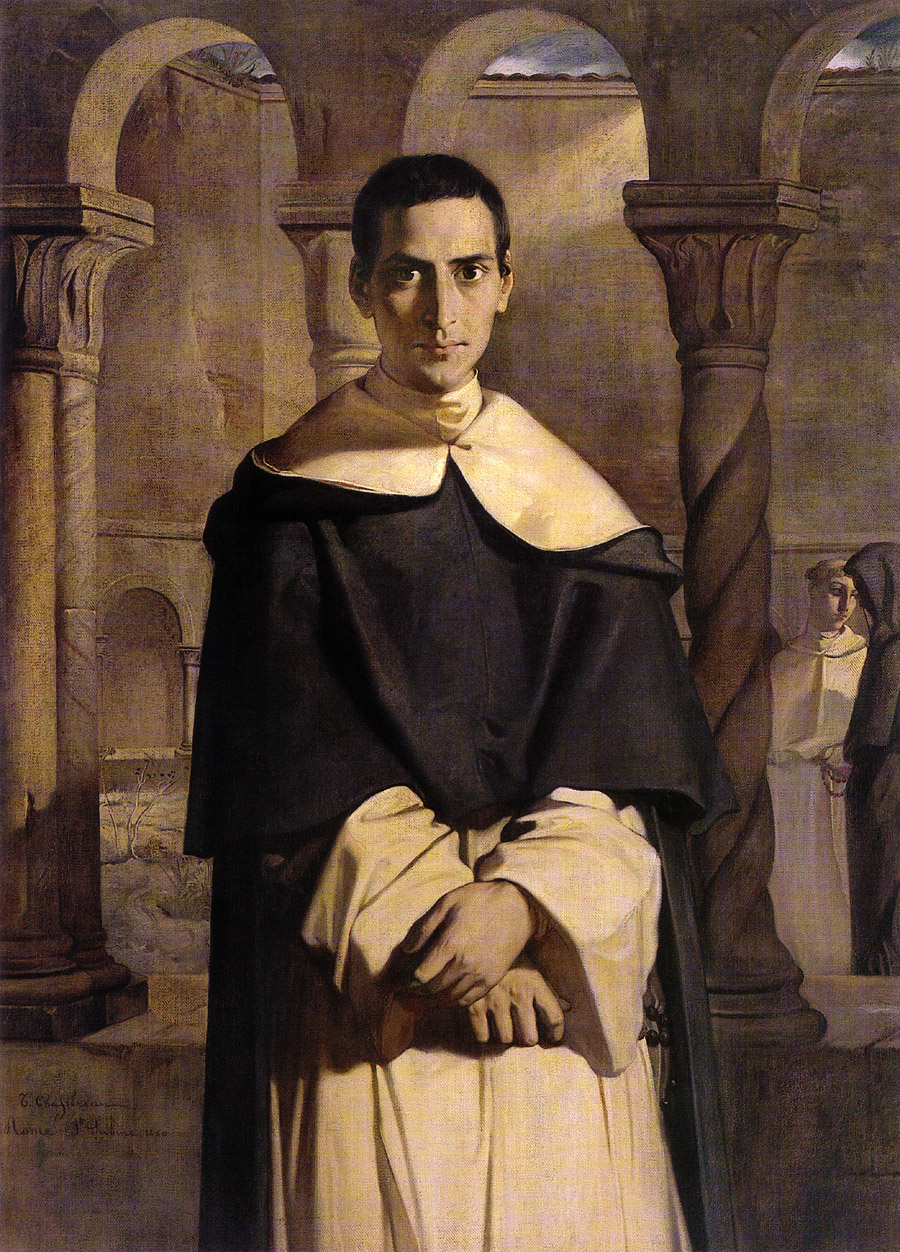
Henri-Dominique Lacordaire, par Théodore Chassériau (1840).

Henri Lacordaire, convaincu de la nécessité d'une alliance profonde entre le christianisme et la liberté civile et religieuse, s'ennuyait profondément au sein du clergé catholique légitimiste et réactionnaire qui l'entourait. Proche de l'abbé Gerbet, qui l'introduisit auprès de La Mennais, il fut séduit par celui-ci mais, attiré par la liberté de l'Église aux États-Unis d'Amérique (sous le régime de la séparation de l'Église et de l'État), il était sur le point de partir pour le diocèse de New York, lorsque la révolution de 1830 éclata, retardant son départ. Le nouveau journal, lancé par La Mennais, suscita aussitôt son enthousiasme : dans le contexte d'une plus grande liberté de la presse, Lacordaire y voyait l'occasion de défendre les idéaux qui lui étaient chers, notamment la séparation de l'Église et de l'État et la liberté d'enseignement. Lorsque l'abbé Gerbet lui demanda de participer à la rédaction, il accepta aussitôt.
Dans le cadre de sa collaboration à l'Avenir, où il assura l'essentiel des tâches d'un secrétaire de rédaction, jour et nuit, pendant les deux premiers mois d'existence du titre, jusqu'à l'arrivée de Montalembert, Lacordaire, dans ses nombreux articles, se signala par sa verve et un ton particulièrement virulent, allant parfois jusqu'à manier l'invective, contre le ministère de l'Intérieur ou les évêques nommés par le gouvernement. La plupart des formules les plus saisissantes du quotidien sont de sa plume.

### Montalembert

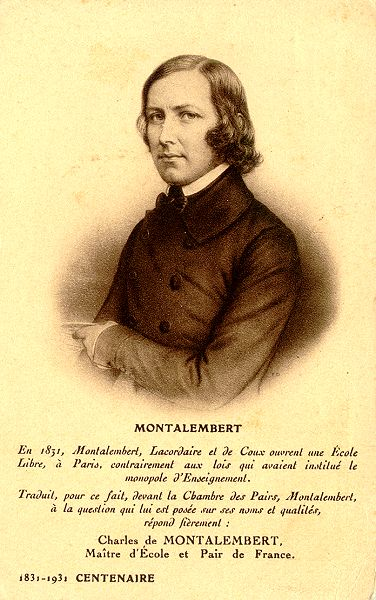
Le comte Charles de Montalembert.

Charles de Montalembert était le plus jeune des animateurs de l'Avenir mais prit une part considérable au travail de rédaction. Issu de la noblesse de cour, fils d'un diplomate pair de France et d'une mère britannique, il possédait un important réseau de relations dans les milieux aristocratiques et les grands salons parisiens. Depuis longtemps convaincu de la nécessité de séparer le catholicisme des compromissions politiques, il fut séduit par le programme de l'Avenir, alors qu'il était en voyage en Irlande. Il écrivit alors à un ami :

« Enfin, de belles destinées s'ouvrent maintenant pour le catholicisme. Dégagé à jamais de l'alliance du pouvoir, il va reprendre sa force, sa liberté et son énergie primitives. Pour ma part, dépouillé d'un avenir politique, je me détermine à consacrer mon temps et mes études à la défense de cette noble cause. Si l'on veut de moi à l'Avenir, j'abandonne tout. »

Montalembert, alors étudiant en droit, collaborait déjà au Correspondant, un journal royaliste modéré. Dès son retour d'Irlande, il rencontra La Mennais, qui l'accueillit chaleureusement mais, après sa rencontre avec le maître, sa première entrevue avec Lacordaire, le 12 novembre 1830, le marqua durablement. À propos de cette rencontre, Montalembert écrivit plus tard qu'il avait été subjugué par Lacordaire : « Il m'apparut charmant et terrible, comme le type de l'enthousiasme du bien, de la vertu armée pour la vérité. Je vis en lui un élu, prédestiné à tout ce que la jeunesse adore et désire le plus : le génie et la gloire ». Nommé membre du conseil de direction du journal le 9 décembre 1830, Montalembert se jeta à son tour à corps perdu dans la rédaction de l'Avenir, secondant efficacement Lacordaire et mobilisant toutes ses connaissances politiques et mondaines pour venir en appui au journal. Il défendit notamment dans ses articles les causes des révolutions étrangères (révolution belge, insurrection polonaise), ainsi que le combat de Daniel O'Connell qu'il avait rencontré peu avant et des catholiques d'Irlande pour obtenir l'égalité des droits politiques (émancipation). Par la suite, on identifia surtout Montalembert à la lutte pour la liberté d'enseignement.

## Les idées del'Avenir

### Vers une société nouvelle, plus fraternelle?
Le ton de certains articles de l'Avenir est marqué par les conceptions de Félicité de La Mennais qui, à la suite des révolutions européennes de 1830, prophétise sur un ton messianique l'avènement d'une société nouvelle, plus libre, plus égalitaire, plus fraternelle. Avec ce messianisme, qui inspira le nom du journal l'Avenir, La Mennais affirmait que : « tout renaît, tout change, tout se transforme, et les brises de l'avenir apportent aux peuples comme les parfums d'une terre nouvelle ».
Selon La Mennais, la Révolution française avait échoué dans la terreur et le despotisme parce qu'elle n'était pas chrétienne. En effet, elle avait fondé une société individualiste dans le cadre d'un État centralisé où les corps intermédiaires et les formes traditionnelles de solidarité avaient disparu, qui n'avait profité qu'à la bourgeoisie, empirant au contraire la misère du peuple. Dès lors, la liberté octroyée au peuple était illusoire en plus d'être incomplète, puisqu'elle niait le droit, qui assure la justice sur terre. Cette misère populaire, cette absence de liberté réelle, étaient contraires, selon La Mennais aux principes chrétiens de charité et de fraternité. Cependant, pour La Mennais, l'Église catholique, « lumière du monde », possédait une mission séculaire : puisque le christianisme avait enseigné aux hommes l'amour de leurs prochains et de la justice, ainsi que l'aspiration à une fraternité universelle, c'était à l'Église de prendre la tête de la défense de la liberté et de l'égalité dans le monde, en protégeant les faibles, les pauvres et en veillant à une meilleure répartition des richesses dans la société ; en France, contrairement à ce qui se produisait alors en Irlande, en Belgique ou en Pologne, l'Église ne pouvait réaliser cette tâche, principalement à cause de sa dépendance à l'égard d'un pouvoir politique considéré comme oppresseur. Dès lors, pour assumer son rôle de libération sociale des plus pauvres, il importait avant tout que l'Église se libère de l'encombrante tutelle de l'État.

### Liberté de l'Église, liberté de conscience et ultramontanisme
De fait, la principale cause que défendait l'Avenir — et dont les autres étaient corollaires — était celle de la liberté de l'Église catholique, afin d'obtenir son indépendance totale à l'égard du gouvernement français et, par là-même, la liberté de conscience pour tous. Cette revendication allait de pair avec un ultramontanisme fervent. 
Ces demandes s'expliquent par la situation légale de l'Église catholique en France au XIXe siècle, régie par le Concordat de 1801 et les articles organiques de 1802. Le Concordat, signé entre Bonaparte et le pape Pie VII réglait la situation de l'Église post-révolutionnaire (des dispositions similaires s'appliquaient aux cultes juif et protestant). Ce traité entérinait les spoliations révolutionnaires : les bâtiments religieux appartenaient désormais à l'État et le clergé renonçait à la restitution de ses propriétés foncières. À titre d'indemnité compensatoire, il était rétribué par l'État. Les évêques  étaient nommés par le gouvernement français, sous réserve de l'approbation pontificale.
Concrètement, cette situation faisait de l'Église un service de l'État. Les évêques, nommés par le gouvernement, en étaient parfois proches et partageaient souvent les vues politiques du pouvoir (légitimisme  sous la Restauration, conservatisme sous la monarchie de Juillet). En outre, l'indemnité versée au clergé à titre de compensation était généralement considérée comme un véritable salaire, qui engageait ses bénéficiaires comme des fonctionnaires, limitant leur liberté de parole et la possibilité de critique à l'égard des politiques menées par le pouvoir royal. La question de l'indépendance de l'Église fut l'occasion des articles les plus durs de l'Avenir, écrits par Lamennais, Lacordaire et Gerbet, qui avaient souffert personnellement de la mainmise de l'autorité royale sur le clergé. Ils fustigeaient avec véhémence un « clergé assez bête pour se mettre sous les quatre pattes du trône », des évêques aux ordres, « ambitieux et serviles ». Pour en finir avec cette situation, le journal, dans son Manifeste du 7 décembre 1830, affirmait la nécessité de la séparation de l'Église et de l'État, corollaire de la liberté d'opinion :

« Nous demandons premièrement la liberté de conscience ou la liberté de religion, pleine, universelle, sans distinction comme sans privilège ; et par conséquent, en ce qui nous touche, nous catholiques, la totale séparation de l'Église et de l'État [...] Cette séparation nécessaire, et sans laquelle il n'existerait pour les catholiques nulle liberté religieuse, implique, d'une part, la suppression du budget ecclésiastique, et nous l'avons hautement reconnu ; d'une autre part, l'indépendance absolue du clergé dans l'ordre spirituel [...] De même qu'il ne peut y avoir aujourd'hui rien de religieux dans la politique, il ne doit y avoir rien de politique dans la religion. »

La colère de Lacordaire s'exprima notamment dans l'Avenir le 31 mai 1831, à propos des funérailles religieuses de l'abbé Grégoire, ancien évêque constitutionnel de Blois, qui avait refusé de renier le serment prêté à la constitution civile du clergé. En dépit de l'opposition de l'archevêque de Paris, le gouvernement, dont Lacordaire qualifia les membres de « lâches profanateurs », fit célébrer d'autorité ces funérailles religieuses, à l'Abbaye-aux-Bois, soumettant ainsi l'Église à sa volonté. L'Avenir appelait donc avec exaltation les prêtres français à refuser leur traitement et à déserter les églises de leurs paroisses, propriétés de l'État, en glorifiant la pauvreté du clergé.
L'aspiration à l'indépendance de l'Église de France allait de pair, dans la pensée des rédacteurs de l'Avenir, avec un ultramontanisme strict. La liberté de l'Église à l'égard de la puissance civile n'empêchait pas sa soumission parfaite au pape, pontife romain, souverain absolu, voire infaillible, en matière spirituelle. Pour La Mennais et Lacordaire, la soumission de l'Église au gouvernement et l'attitude servile des évêques était la marque du gallicanisme répandu dans les hautes sphères du catholicisme français, héritage de l'Ancien Régime. C'est pourquoi, lorsque les attaques de l'épiscopat français devinrent trop sévères pour le journal, ses rédacteurs en appelèrent directement au pape.

### Les bases du libéralisme catholique
Les thèmes défendus par le journal, qui tentait d'élaborer une synthèse entre la doctrine catholique ultramontaine contre-révolutionnaire et les aspirations libérales et démocratiques des sociétés européennes post-révolutionnaires, devinrent les bases du catholicisme libéral, tel qu'il se développa aux XIXe et XXe siècles.
D'abord, les rédacteurs de l'Avenir défendirent la liberté de la presse, conséquence naturelle de la liberté d'opinion. En effet, pleins de foi en l'intelligence humaine et confiants dans le triomphe final de ce qu'ils estimaient être la vérité, ils dénoncèrent la censure, la considérant comme une injure faite à la faculté de juger donnée par Dieu aux hommes. De même, le soutien que les rédacteurs de l'Avenir, notamment Montalembert, apportèrent aux révolutions étrangères (Belgique et surtout, Pologne, qualifiée par Montalembert de « noble fille du Christ »), était fondé sur le respect de la liberté des peuples et de leur droit à disposer d'eux-mêmes, au nom de la liberté d'opinion et de celle des communautés constitutives des États.
Surtout, en se fondant sur une idée de la liberté qui n'était pas celle d'une liberté individuelle absolue, laissant l'individu seul face à la toute-puissance d'un État oppresseur, surtout pour les plus pauvres mais en considérant la liberté comme l'inviolabilité de la personne humaine, l'indépendance de la famille et de toutes les communautés à la base de la Nation, opposés à la centralisation révolutionnaire, ils revendiquaient aussi la liberté d'association, la liberté des communes et la fin de la nomination des maires. Ce programme, à certains égards fondateur du catholicisme social, s'apparentait lui-même à la doctrine contre-révolutionnaire traditionnelle, telle que l'avait élaborée Joseph de Maistre par exemple.
Cependant, le principal objet des combats de l'Avenir devint rapidement la question de la liberté d'enseignement.

### L'Aveniret la liberté d'enseignement
En 1831, l'Avenir se concentra sur cette cause principale, en attaquant violemment dans ses colonnes le ministre de l'instruction publique et des cultes, Camille de Montalivet. Parmi les rédacteurs, les principaux défenseurs de la liberté d'enseignement furent Lacordaire et Montalembert, anciens élèves des lycées publics français et de l'Université. Ce thème avait été défendu dès la fondation du titre. Le Manifeste de l'Avenir énonce en effet que :

« Nous demandons, en second lieu, la liberté d'enseignement, parce qu'elle est de droit naturel et, pour ainsi dire, la première liberté de la famille ; parce qu'il n'existe sans elle ni de liberté religieuse, ni de liberté d'opinions, etc. »

En tant qu'aumônier du lycée Henri-IV, frappé par la déchristianisation de la jeunesse confiée à l'enseignement public, Lacordaire demandait dans l'Avenir la possibilité pour l'Église d'ouvrir ses propres établissements d'enseignement, ce qui était impossible dans le cadre du monopole officiel de l'Université sur l'enseignement. Il argumentait cette demande en faisant de la liberté d'enseignement une conséquence logique de la liberté d'opinion. En effet, chaque enfant, représenté par ses parents, devait pouvoir étudier dans l'établissement dispensant l'enseignement de son choix et non pas sous le monopole de la « doctrine officielle » de l'État, représenté par l'Université napoléonienne. Selon les rédacteurs de l'Avenir, la charte constitutionnelle de 1830 accordait la liberté d'enseignement mais le gouvernement refusait de la mettre en application.

### Création de l'Agence générale pour la défense de la liberté religieuse
Persuadés de la nécessité de passer à l'action, le quotidien répétait fréquemment dans ses colonnes que « la liberté ne se donne pas, elle se prend ». Les rédacteurs de l'Avenir fondèrent le 16 décembre 1830 à Juilly l'Agence générale pour la défense de la liberté religieuse, présidée par Félicité de La Mennais. Cette agence, qui devait à terme fédérer un réseau réparti dans toute la France, avait pour but de lancer des poursuites judiciaires contre les atteintes faites à la liberté de l'Église catholique en France mais surtout d'encourager la création d'écoles libres. 

Une série d'articles de ce journal fut reproduite en Belgique sous le nom Articles de l'Avenir à Louvain par l'éditeur Van Linthout et Vandezande dés 1830.
L'Agence souleva l'enthousiasme d'une partie importante du jeune clergé catholique de province. Dans le Midi par exemple, les abbés Sibour et d'Alzon soutinrent le mouvement. L'association reçut de nombreux dons. Elle suscita la création d'agences similaires et de journaux en Bretagne, en Lorraine, dans le Midi, tout en se heurtant à l'opposition d'une majorité d'évêques. 
À Paris, l'Agence se distingua dans le combat pour la liberté d'enseignement : en effet, en mars 1831, ses membres décidèrent de créer une école libre et gratuite dans la capitale. Celle-ci ouvrit ses portes le 9 mai 1831, 5 rue des Beaux-Arts, en présence d'une douzaine d'enfants. Les maîtres étaient de Coux, Lacordaire et Montalembert. Le 11 mai, la police ferma l'école, en expulsa les élèves et les professeurs. Une instruction judiciaire fut ouverte à l'encontre des contrevenants. Ce dernier procès contribua aux difficultés qui abrégèrent l'existence du journal.

## Les difficultés et l'échec final

### Polémiques et démêlés judiciaires
En raison des thèses qu'il défendait et de la véhémence de son ton, l'Avenir souleva dès sa création de nombreuses oppositions, notamment au sein de la hiérarchie catholique française, directement visée dans nombre d'articles mais aussi dans le gouvernement du roi Louis-Philippe. En un an, les rédacteurs de l'Avenir durent affronter deux procès.
Dès novembre 1830, Lacordaire et La Mennais furent poursuivis en justice pour « excitation à la haine et au mépris du gouvernement », en raison de leurs violents articles critiquant l'épiscopat français, accusé d'être à la solde du gouvernement. Le 24 décembre 1830, afin de défendre au tribunal le journal et La Mennais, Lacordaire sollicita son inscription au barreau de Paris, en tant qu'avocat. Le Conseil de l'Ordre refusa mais Lacordaire assura tout de même sa propre défense lors de l'audience publique, qui eut lieu le 31 janvier 1831. Son plaidoyer souleva l'enthousiasme de l'auditoire et les deux hommes furent acquittés triomphalement.
Le deuxième procès fut celui de l'école libre créée par l'Agence. Initialement, le procès était prévu en cour d'appel mais à la suite du décès du père de Charles de Montalembert, le 20 juin 1831, le jeune homme accéda à la pairie de France et obtint d'être jugé, avec de Coux et Lacordaire, devant la Chambre des pairs. Le 19 septembre 1831, le procès eut donc lieu devant la chambre haute où Montalembert et Lacordaire firent de leurs discours de vibrants plaidoyers pour la liberté d'enseignement. La Cour, émue par Montalembert, qu'elle considérait comme un « jeune homme fanatisé », n'imposa qu'une peine minimale aux condamnés. Cependant les démêlés judiciaires du journal, s'ils se réglèrent globalement en sa faveur, provoquèrent la désaffection d'une partie de son lectorat, majoritairement constitué de prêtres, dissuadés par leurs évêques de s'abonner à l'Avenir, amplifiant ainsi les difficultés financières du titre, qui n'avait du reste jamais été prospère. Le quotidien, au bord de la faillite, suspendit sa publication le 15 novembre 1831. Comme l'écrivit Lacordaire en 1861 :

« L'Avenir obtint un retentissement formidable [...] Toutefois, ce mouvement n'avait pas une base assez étendue, il avait été trop subit et trop ardent pour se soutenir pendant une longue durée [...] Nous apparaissions au clergé, au gouvernement et aux partis comme une troupe d'enfants perdus sans aïeux et sans postérité. C'était la tempête venant du désert, ce n'était pas la pluie féconde qui rafraîchit l'air et bénit les champs. Il fallut donc, après treize mois d'un combat de chaque jour, songer à la retraite. Les fonds étaient épuisés, les courages chancelants, les forces diminuées par l'exagération même de leur emploi. »

### Le voyage à Rome des pèlerins de la liberté et la condamnation
Sur l'initiative de La Mennais, dont l'Essai sur l'indifférence et l'ultramontanisme fervent avaient été salués en leur temps par le pape Léon XII, les rédacteurs de l'Avenir décidèrent d'en appeler directement au jugement du nouveau pape, Grégoire XVI et de s'y soumettre, quel qu'il soit. Le 22 novembre 1831, Lacordaire, La Mennais et Montalembert, « pèlerins de la liberté », partirent ensemble pour Rome.
Arrivés à Rome le 30 décembre, ils présentèrent au pape un mémoire, rédigé par Lacordaire, qui résumait la doctrine de l'Avenir, développant particulièrement les thèmes de la séparation de l'Église et de l'État et de la liberté de l'enseignement. Ils déchantèrent vite face à l'accueil très réservé qui leur fut accordé. Dès le 15 mars 1832, Lacordaire, découragé, quitta ses compagnons et retourna en France. Face au silence persistant du pape, La Mennais et Montalembert quittèrent Rome à leur tour et partirent pour Munich, où l'Avenir avait entraîné l'adhésion d'une partie de l'intelligentsia libérale. Ils y furent chaleureusement reçus par les auteurs et philosophes qui faisaient alors la renommée intellectuelle de la ville, comme Schelling, Baader ou Döllinger. Lacordaire les y rejoignit. 
Durant le premier semestre 1832, sous la conduite de l'archevêque de Toulouse David d'Astros, un recueil de 38 puis 56 propositions condamnables, contenues dans les ouvrages de La Mennais, Gerbet, Rohrbacher et dans des articles de l'Avenir, est établi, approuvé par de nombreux évêques de France et transmis à Rome pour approbation. La Mennais et les auteurs réunis à Munich reçurent ensemble, le 30 août 1832, l'encyclique Mirari vos, que le pape — après un temps d'hésitation dû à la renommée de La Mennais et aux services qu'il avait rendus à l'Église — avait écrite le 15 août 1832. 
Grégoire XVI, sans y nommer l'Avenir ni ses rédacteurs, y condamnait sévèrement leurs idées, notamment la liberté de conscience et la liberté de la presse. Lacordaire, La Mennais et Montalembert furent profondément bouleversés par cette condamnation. Ils s'y soumirent cependant et décidèrent l'arrêt définitif du journal et la dissolution de l'Agence. L'aventure de l'Avenir était terminée.
L'aventure, puis la condamnation de l'Avenir par le pape Grégoire XVI le 15 août 1832 (encyclique Mirari vos), représentent, de manière exemplaire, un espoir puis l'échec d'une tentative de renouvellement et d'adaptation du catholicisme au contexte des sociétés européennes post-révolutionnaires.

### Postérité
Des journaux sont fondés en province, sur la même ligne éditoriale que le journal l'Avenir : L’Union à Nantes, Le Correspondant à Strasbourg, Le Courrier lorrain, L’Association lyonnaise.
Le catholicisme libéral français, en tant que courant intellectuel et politique, fut durement affecté par l'échec de l'Avenir. Après la soumission de Lacordaire et la rébellion de La Mennais en 1834, Montalembert s'orienta vers l'action politique aux côtés des libéraux, consacrant l'essentiel de ses efforts au combat pour la liberté d'enseignement, effective en 1850 (loi Falloux). Parmi ceux, nombreux dans la jeunesse catholique, qui avaient suivi avec enthousiasme l'aventure de l'Avenir, certains se tournèrent alors vers l'action charitable, comme Frédéric Ozanam, qui fonda en 1833 la Société de Saint-Vincent-de-Paul, rapprochant ainsi la cause de l'Église de celle du peuple, en développant une nouvelle doctrine, le catholicisme social, qui fut ensuite théorisée par Albert de Mun. Enfin, le catholicisme social et le libéralisme catholique en politique connurent un nouvel essor sous l'impulsion du pape Léon XIII, à la fin du XIXe siècle (appel au ralliement des catholiques à la République française en 1890, et encyclique Rerum novarum en 1891). Après la séparation de l'Église et de l'État en 1905, ces courants donnèrent naissance à la démocratie chrétienne française.
Malgré cette disparition, le journal eu aussi une influence importante auprès des patriotes francophones du Canada, qui fondèrent une publication du même nom, L'Avenir de Montréal, en 1847, soit une décennie après la rébellion des Patriotes.

## Pour approfondir